# チキンレース (テレビドラマ)
『チキンレース』は、2013年11月10日に、WOWOWのドラマWとして放送されたテレビドラマ。
平成25年度芸術祭 テレビドラマ部門 優秀賞（テレビドラマ部門）とギャラクシー賞2013年11月月間賞、東京ドラマアウォード2014・作品賞優秀賞（単発ドラマ部門）と2014年日本民間放送連盟賞 テレビドラマ種目 優秀賞を受賞。

## あらすじ
医者の家系に育った神谷猛は、自身も医者を志すが医大に落ち続けたため、東京の大病院に勤める父・司の元を離れ、看護師となる。
そこで猛は、19歳で事故に遭ってから45年間眠り続けている身寄りのない飛田譲を受け持つことになる。猛は自分が医師になることをできなかった挫折感や鬱屈した心情を吐露するように悩みや愚痴を飛田に語り掛けながらの看護をしていた。
そんなある日、飛田が奇跡的に意識を取り戻す。飛田の体調は次第に快方に向かっていくが、心は事故当初の19歳不良少年のままだった。
しかしながら、昏睡状態の45年間に振り込まれ続けた入院費の秘密を知った猛は、父・司の病院で研究対象として司の病院に転院させることを承諾してしまう。一方、いつしか飛田には猛に対して奇妙な友情を感じ始めていたため、突然の転院が納得できずにいた。
そこで、神谷は飛田の失われた青春を取り戻す旅に出ようと、病院から強引に連れ出してしまう。

## キャスト
飛田 譲（とびたじょう）
演 - 寺尾聡（19歳：泉澤祐希）
64歳。19歳のときに事故に遭い、45年間昏睡状態の入院患者。久美によると「この病院に事故当時を知る人はいない。家族は既に亡くなり見舞客もいないが毎月の入院代は誰かから振り込まれている。」とのこと。
猛が担当になってから数日後45年ぶりに目を覚ます。一人称は「おいら」。中身は不良だった19歳のままで「うるせーよ」などの少々荒っぽい若者口調で話す。猛のことを『おっさん』と呼び、日常的に指示を出したり、からかうようなやり取りをしている。車好きで女好き。
神谷 猛
演 - 岡田将生
新人看護師。普段は陽気な性格だが一人になると愚痴っぽく、医者の家系で唯一自身だけ医者になれなかったことに劣等感を持つ。仕事に関しては要領が悪くドン臭く、本人は不器用なことは自認している。司との関係に悩み本人を前にすると素直になれないでいる。奇跡的に目を覚ました飛田の専属看護師となり、彼の言動に振り回される。

### 猛と関わる人たち
櫻井 久美
演 - 有村架純
猛の同僚の看護師で彼の指導係を担当。看護の仕事に誇りを持っている。初めて会った時から猛に対して良いイメージは持っておらず、イライラした口調でやり取りをしている。思ったことをズバズバ口に出す率直な性格で、消極的な人やウジウジした人は嫌い。
神谷 司
演 - 鹿賀丈史
猛の父。64歳。大病院の医師で脳神経外科部長。祖父の代からの医者の家系だが、医者になれず看護師となった猛に変に気を遣っている。猛が、飛田を植物状態から奇跡的に回復させたと聞いて後日会いに来る。
山下
演 - 大鷹明良
猛が働く病院の院長。医師や看護師まとめる人物。飛田が奇跡的に目を覚ましたことを喜ぶ。新入りでミスが多い猛に興味がないのか、彼の名字を覚えようとしない。猛に飛田の看護に専念し、リハビリを支えるよう指示する。
先輩看護師
演 - 嶋尾康史
仕事中によくドジをする猛をあまり信用していない。

### 飛田と関わる人たち
井口 弘樹
演 - 松坂桃李
飛田と意気投合する不良。25歳。キャバクラ店の店長。飛田からは『先輩』と呼ばれている。飛田を「地元で有名な伝説の不良」として尊敬している。愛車は、外国産オープンカー。猛と初対面の時に彼がふざけて自身の愛車のボンネットを叩いたことに怒り、それ以後年上の猛にタメ口で威圧的に会話している。
清水 真理
演 - 松坂慶子（19歳：藤井武美）
飛田の初恋の人。19歳の頃、友人の飛田とコージが、自身の目の前で車でチキンレースをすると言い出したため止めようとする。その後北海道の帯広で暮らし始め、植物を扱う店を営む。
コージ
演 - 吉村卓也
19歳の頃の飛田の不良仲間。飛田と自身が好意を寄せる真理を巡って、埠頭でそれぞれ車に乗ってチキンレースで決めようとする。ちなみにこのチキンレースは、その後地元で「伝説のチキンレース」として語られている。

## スタッフ
- 脚本 - 岡田惠和
- 監督 - 若松節朗
- 撮影 - 蔦井孝洋
- プロデュース - 岡野真紀子、徳田雅久、渡辺良介
- 照明 - 疋田ヨシタケ
- 音声 - 山根剛
- 美術 - 山下杉太郎
- 助監督 - 村田芳則
- 制作担当 - 碓井祐介
- 製作著作 - WOWOW・大映テレビ